# Robert Sjavlakadze
Robert Michajlovitsj Sjavlakadze (Georgisch: რობერტ შავლაყაძე; Russisch: Роберт Михайлович Шавлакадзе) (Tbilisi, 1 april 1933 – 4 maart 2020) was een Sovjet-Russische atleet die gespecialiseerd was in het hoogspringen. Hij werd olympisch kampioen en nationaal kampioen.
In 1960 vertegenwoordigde hij de Sovjet-Unie bij het hoogspringen op de Olympische Spelen van Rome. Hij won een gouden medaille met een olympisch record van 2,16 m en versloeg hiermee zijn landgenoot Valeri Broemel (zilver; 2,16) en de Amerikaan John Thomas (brons; 2.14). Vier jaar later op de Olympische Spelen van Tokio werd hij vijfde.
Hij trainde bij Dynamo in Tbilisi. In 1960 kreeg Sjavlakadze de Orde van Lenin.

## Titels
- Olympisch kampioen hoogspringen - 1960
- Sovjet kampioen hoogspringen - 1964

## Palmares

### Hoogspringen
- 1960:  OS - 2,16 m
- 1964: 5e OS - 2,14 m

1896: Ellery Clark ·
1900: Irving Baxter ·
1904: Samuel Jones ·
1908: Harry Porter ·
1912: Alma Richards ·
1920: Richmond Landon ·
1924: Harold Osborn ·
1928: Robert Wade King ·
1932: Duncan McNaughton ·
1936: Cornelius Johnson ·
1948: John Winter ·
1952: Walter Davis ·
1956: Charles Dumas ·
1960: Robert Sjavlakadze ·
1964: Valeri Broemel ·
1968: Dick Fosbury ·
1972: Jüri Tarmak ·
1976: Jacek Wszoła ·
1980: Gerd Wessig ·
1984: Dietmar Mögenburg ·
1988: Hennadi Avdjejenko ·
1992: Javier Sotomayor ·
1996: Charles Austin ·
2000: Sergej Kljoegin ·
2004: Stefan Holm ·
2008: Andrej Silnov ·
2012: Erik Kynard ·
2016: Derek Drouin ·
2020: Gianmarco Tamberi & Mutaz Essa Barshim ·
2024: Hamish Kerr